# Цъндърей
Цъндърей (на румънски: Țăndărei) е град в окръг Яломица, Румъния, с население 13 219 жители (по данни от преброяването от 2011 г.). Намира се в Бъръганската равнина на реката Яломица.